# Xã Elixir, Quận Boone, Arkansas
Xã Elixir (tiếng Anh: Elixir Township) là một xã thuộc quận Boone, tiểu bang Arkansas, Hoa Kỳ. Năm 2010, dân số của xã này là 2.802 người.